# Subdivisions d'Irkoutsk

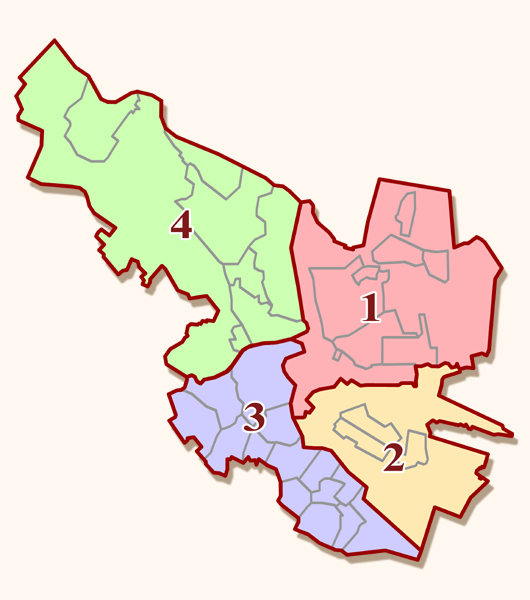
Carte des arrondissements : 1 - Pravoberejni ; 2 - d'Octobre ; 3 - de Sverdlovsk ; 4 - de Lénine

La ville d'Irkoutsk est divisée, depuis 1996 et la dernière réforme, en quatre arrondissements administratifs (en russe : административных округа, administrativny okrouga). Parallèlement, la ville est divisée en cinq raïons, qui ont une valeur au niveau régional lors des élections.

## Arrondissements administratifs
Les arrondissements administratifs d'Irkoutsk sont les suivant :
1. arrondissement Pravoberejni (110 759 habitants en 2021), formé en 1996 par la fusion des arrondissements de Kirov et de Kouïbychev. Il tient son nom de sa situation géographe, Pravoberejni signifiant « de la rive droite ». Il contient le centre historique de la ville, avec les bâtiments administratifs de la ville et l'oblast, ainsi que de grandes zones commerciales. Outre le centre historique, on trouve les quartiers de Marat, de Rabotcheïé, de Radichtchevo et la zone industrielle de Marat.
2. arrondissement d'Octobre (149 469 habitants en 2021) , formé en 1941; est une grande zone résidentielle, aussi située sur la partie orientale d'Irkoutsk avec l'arrondissement Pravoberejni. Il possède aussi l'aéroport international d'Irkoutsk et le pôle industriel de l'Est. Il tient son nom de la révolution d'Octobre.
3. arrondissement de Sverdlovsk (202 231 habitants en 2021) , situé dans le sud-ouest d'Irkoutsk, est l'arrondissement le plus peuplé. Il possède les quartiers de Glazkovo et de Stougorodok (litt. « village des étudiants ») dans sa partie nord. Il possède aussi les quartiers d'Akademgorodok, Primorski, Ioubileïni, Ioujni dans sa partie centrale. Dans sa partie méridionale se trouve l'ancien village d'Energuetikov, le quartier de la centrale hydroélectrique. Dans sa partie ouest se trouve Pervomaïski, de l'Université, de Siniouchina Gora et la zone industriel de Melnikov. C'est l'arrondissement qui possède la gare, la principale centrale thermique de la ville ainsi que son barrage.
4. arrondissement de Lénine (154 805 habitants en 2021) , formé en 1920, est le plus grand, faisant le tiers de la ville. Il est cependant le moins dense, et possède la gare d'Irkoutsk-tri, et les zones industriels du Nord et de Jilkino.

Le 30 avril 2015, les députés de la Douma d'Irkoutsk ont approuvé une nouvelle structure de l'administration d'Irkoutsk, selon laquelle la ville est divisée en seulement trois districts urbains : Central (qui ne comprend que l'arrondissement de Kirov), Pravoberejni (comprend l'arrondissement de Kouïbychev et d'Octobre) et Rive gauche (comprend les arrondissements de Sverdlovsk et de Lénine).
Cependant, déjà le 8 octobre 2015, la ville est revenue  à l'ancienne division administrative en quatre districts - Pravoberejni , d'Octobre, de Sverdlovsk et de Lénine. La décision correspondante a été prise par les députés de la Douma d'Irkoutsk. Selon le maire de la ville de l'époque, Dmitri Berdnikov (ru), il était nécessaire de maintenir la division habituelle pour le confort des habitants d'Irkoutsk.
| N° | Nom                          | Population Recensement 2021 | Superficie (en hectare) | Situation                   |
| -- | ---------------------------- | --------------------------- | ----------------------- | --------------------------- |
| 1  | Arrondissement Pravoberejni  | 110 759                     | 10.3                    | Nord-est, centre historique |
| 2  | Arrondissement d'Octobre     | 149 469                     | 2.3                     | Sud-est, aéroport           |
| 3  | Arrondissement de Sverdlovsk | 202 231                     | 4.9                     | Sud-ouest, barrage          |
| 4  | Arrondissement de Lénine     | 154 805                     | 10.4                    | Nord-ouest, Jilkino, Kirova |

## Quartiers
Liste des quartiers par arrondissement : 
Arrondissement Pravoberejni
1. Centre historique d'Irkoutsk ;
2. Irkoutsk-City (centre d'affaire)
3. Quartier Zelioni ;
4. Quartier Topkinski ;
5. Village d'Iskra ;
6. Village de Lesnoïe ;

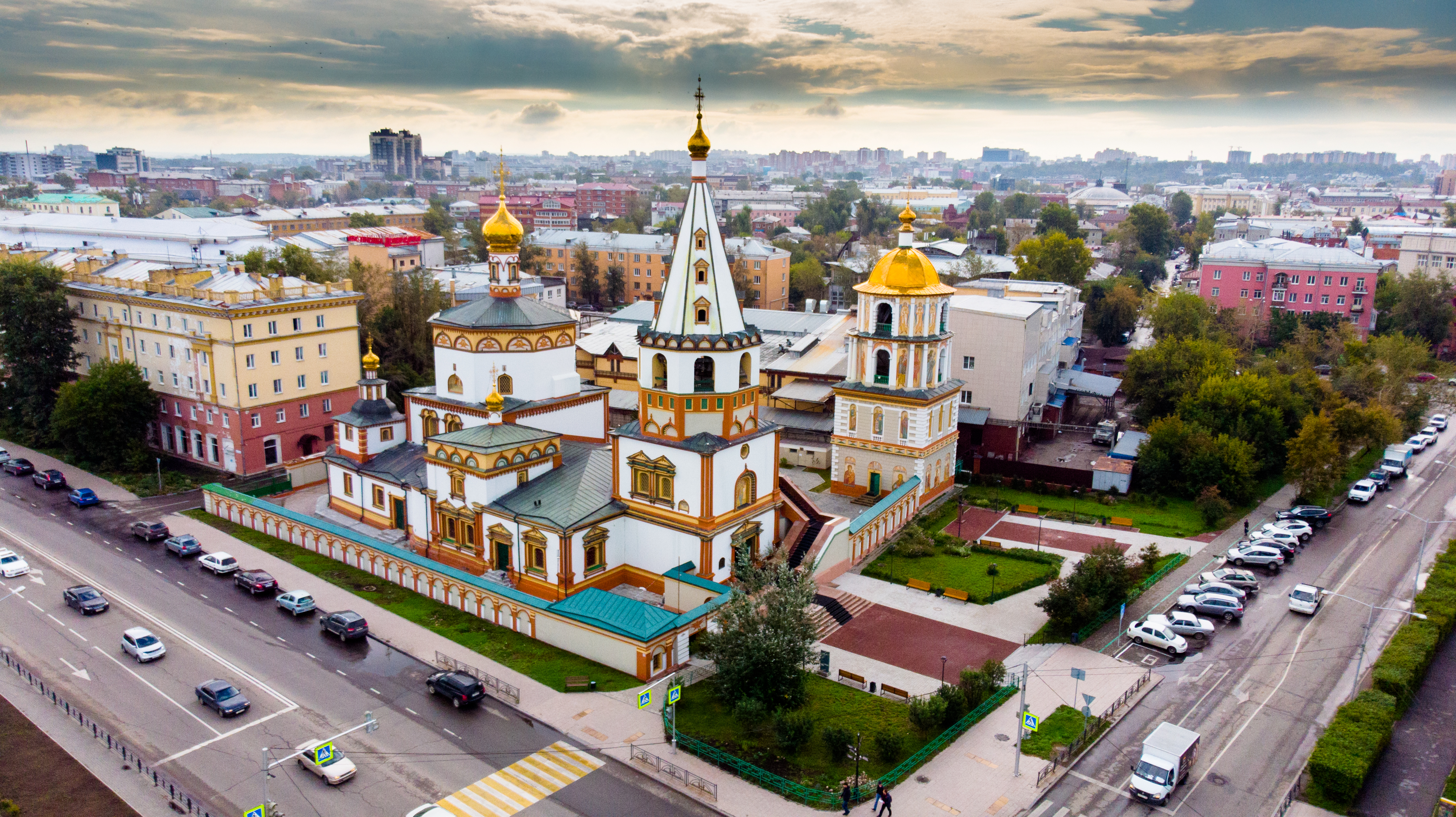
Cathédrale de l'Épiphanie d'Irkoutsk dans le centre historique.

7. Banlieue de Marat (ancien nommé Znamenskoïe) ;
8. Rabotcheïé ;
9. Banlieue de Radichtchevo.

Arrondissement d'Octobre
1. Quartier de l'Aéroport ;
2. Quartier du Baïkal ;
3. Quartier de Lissikha ;
4. Quartier de Solnetchni ;
5. 130e quartier ;
6. 131e quartier ;
7. 132e quartier.

Arrondissement de Sverdlovsk
1. Akademgorodok ;
2. Stoudgorodok ;

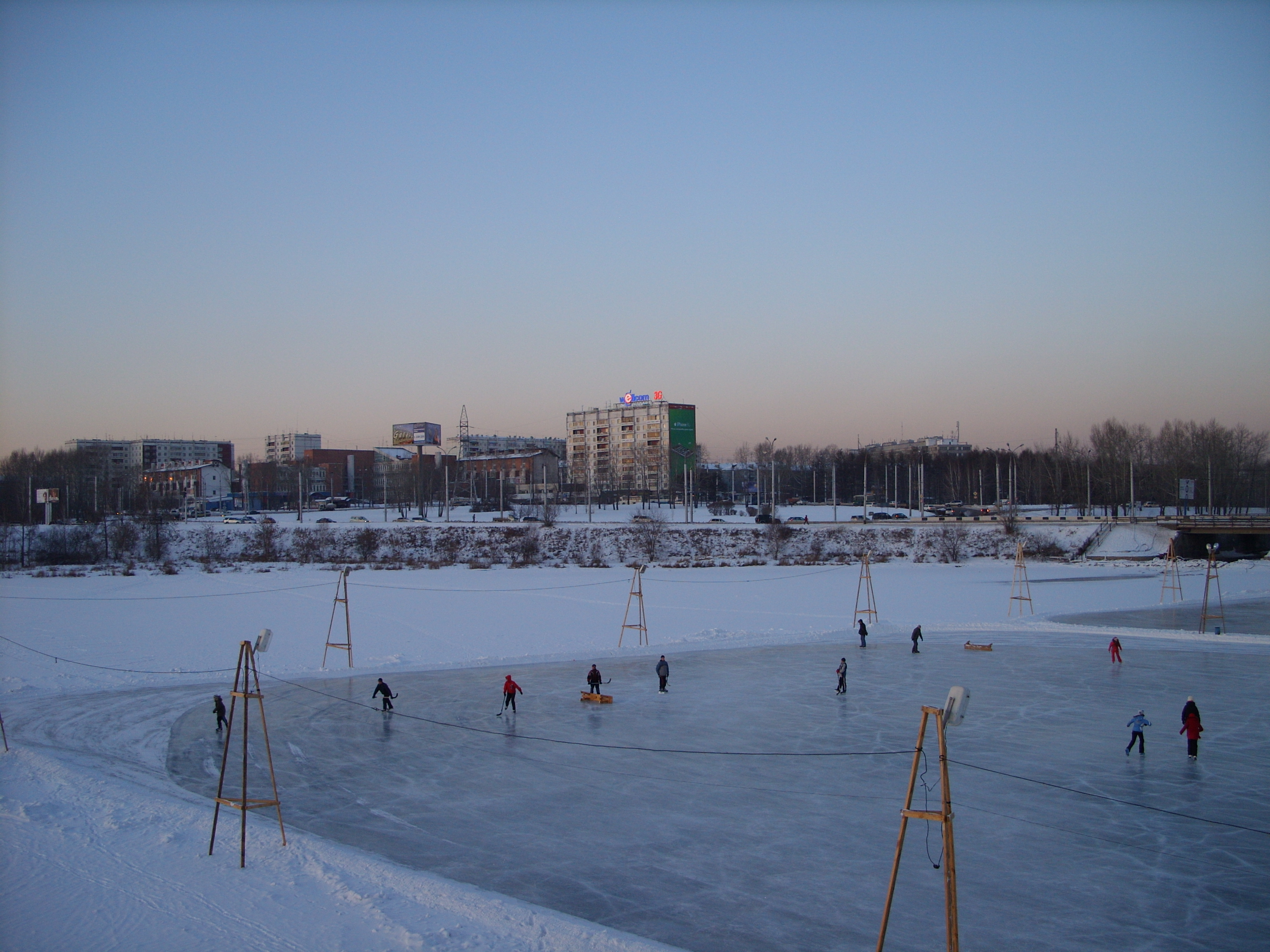
Patinage sur l'Angara à Solnetchni.

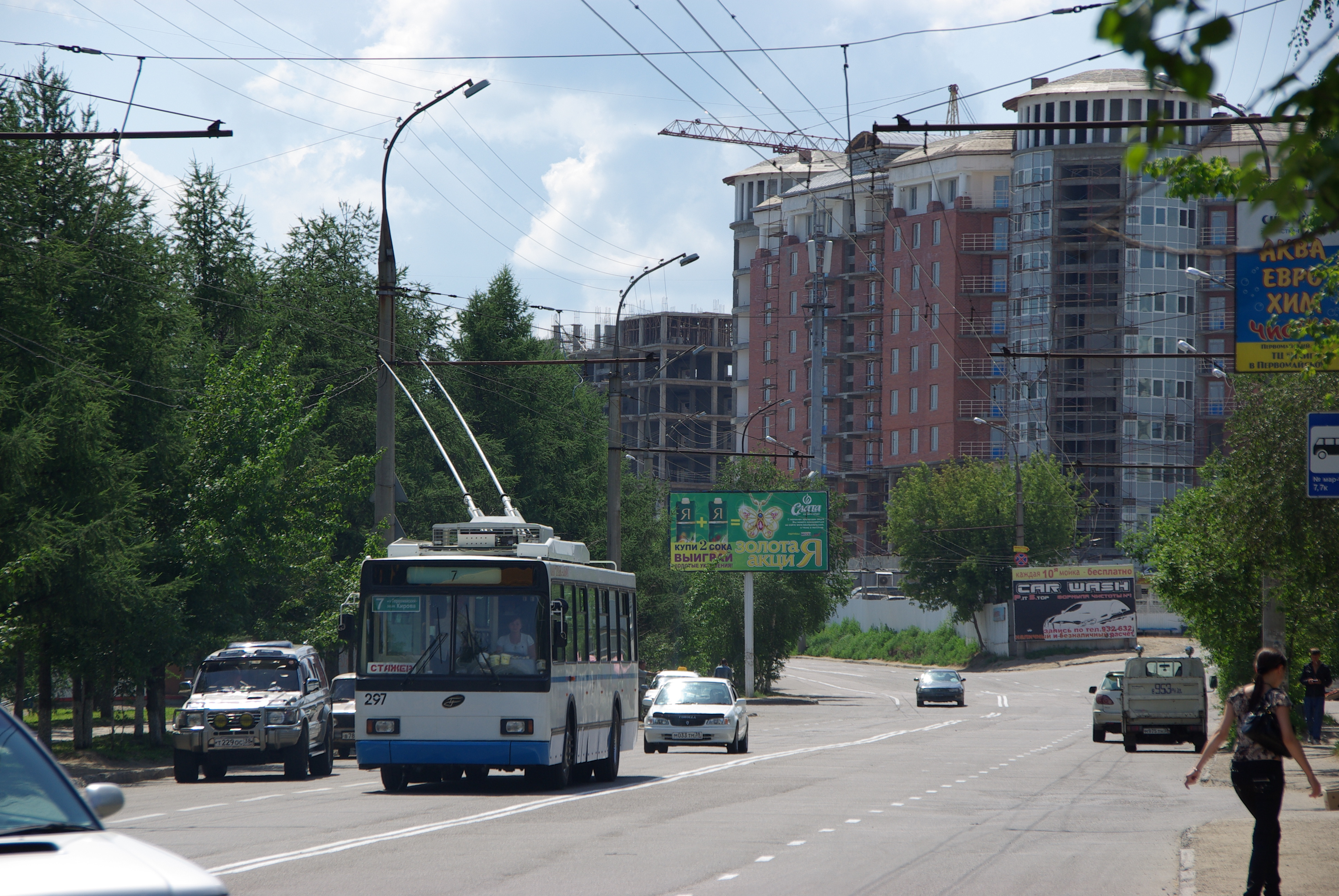
Trolleybus à Pervomaïski.

3. 2e quartier de la centrale hydroélectrique ;

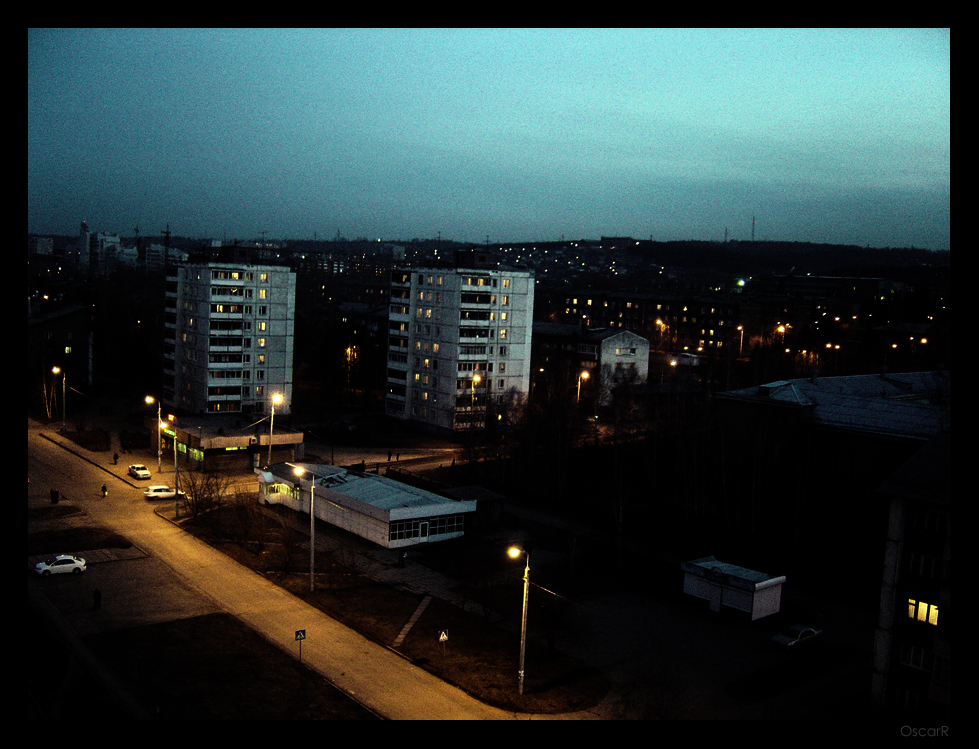
Quartier de Iermakovski.

4. 3e quartier de la centrale hydroélectrique ;
5. Glazkovo ;
6. Erchovski ;
7. Kouzmikha ;
8. Melnikovo ;
9. Pervomaïski ;
10. Radoujni ;
11. Siniouchina Gora ;
12. Université ;
13. Energuetikov ;
14. Ioubileïni ;
15. Ioujni.

Arrondissement de Lénine
1. Batternaïa ;
2. Bokovo ;
3. Veressovka
4. Iermakovski ;
5. Jilkino ;
6. Irkoutsk II ;
7. Kirov ;
8. Novo-Lenino ;
9. Selivanikha.

## Historique
Le premier découpage administratif est intervenu à Irkoutsk en 1814, lorsque la ville fut divisé en trois zones de police. Une quatrième zone fut ajoutée en 1980 avec l'agrandissement de la ville.
Pendant la période soviétique, la ville se composait de quartiers,, avec dans chacun d'entre eux un conseil de quartier qui était élu, avec son propre comité exécutif régional. Ces organes (ainsi que les districts du PCUS dans la ville) étaient relativement indépendants, même si leurs pouvoirs étaient faible, avec néanmoins leur propre budget. Progressivement, des arrondissements apparurent, afin de mutualiser et ainsi de réduire les coûts.
À la fin de 1941, la ville était composée de trois arrondissements :
1. de Lénine (Lenino , Novo-Lenino,Jilkino) ;
2. de Kirov (Selivanikha, Kirov sur la rive gauche de l'Irkout, le faubourg de Glazkovo, la rive droite de l'Angara de Lissikha jusqu'à l'actuel barrage) ;
3. de Staline (rive droite de l'Ouchakovka et partie orientale de l'interfluve de l'Angara et de l'Ouchakovka).

La frontière entre ces régions était le long de la rue. Avenue du Prolétaire, de la 5e Armée rouge (aujourd'hui de Bogdan Khmelnitski), de Podgornaïa, du Komintern (aujourd'hui du Baïkal).
En 1944, un nouvel arrondissement fut créé, l'arrondissement de Sverdlovsk. En 1961, l'arrondissement de Lénine a été renommé d'Octobre. En 1975, l'arrondissement de Kouïbychev est né de la scission de l'arrondissement d'Octobre.
En 1994–1996, la division administrative et le schéma de gestion d'Irkoutsk ont été réorganisés . 4 arrondissements (Pravoberejni , d'Octobre, de Sverdlovsk, de Lénine) ont été créés, qui ne sont pas indépendants, n'ont pas leur propre budget et leurs organes élus. Ils sont dirigés par des comités relevant du maire de la ville. Dans les arrondissements, seuls les organes du tribunal, le parquet, la police, les services du logement et communaux et le service social ont été conservés.